# 2003 en sociologie
| Années de la sociologie : 2000 - 2001 - 2002 - 2003 - 2004 - 2005 - 2006    |
| Décennies de la sociologie : 1970 - 1980 - 1990 - 2000 - 2010 - 2020 - 2030 |

Cet article présente les événements de l'année 2003 dans le domaine de la sociologie.

## Publications

### Livres
- Bawin-Legros, B., Le Nouvel Ordre sentimental, Paris, Payot
- Stéphane Beaud, Michel Pialoux, Violences urbaines, violence sociale : genèse des nouvelles classes dangereuses, Paris, Fayard, 425 p.
- Steve Bruce, Politics and Religion
- Jean-Claude Combessie, La Méthode en sociologie, Poche
- Philippe Corcuff, Bourdieu autrement, Paris, Textuel
- Olivier Donnat, (sous la direction de) Regards croisés sur les pratiques culturelles, La Documentation française
- David Downes, Paul Rock, Understanding deviance : a guide to the sociology of crime and rule breaking
- Dubois Vincent, La Vie au guichet : relation administrative et traitement de la misère, Paris, économica, 202 p.
- Jean-Pierre Esquenazi, Sociologie des publics, La découverte
- Steven Goldberg, Fads and Fallacies in the Social Sciences
- Danielle Juteau et C. Harzig (dir), avec la collaboration de I. Schmitt. The Social Construction of Diversity: Recasting the Master Narrative of Industrial Nations, New York, Berghahn Press, 324 p.
- Armand Mattelart et Erik Neveu, Introduction aux Cultural Studies, La Découverte, Coll. Repères
- Catherine Lévy, Vivre au minimum - Enquête dans l’Europe de la précarité, Ed. La Dispute, Paris, 237 p.
- Montgomery, S. L., The Chicago Guide to Communicating Science, University of Chicago Press
- Charles Murray, Human Accomplishment: The Pursuit of Excellence in the Arts and Sciences, 800 B.C. to 1950
- Osty F., Le Désir de métier, engagement, identité et reconnaissance au travail, PUR, Rennes
- François de Singly, Les uns avec les autres, Paris, Colin
- François de Singly, Fortune et infortune de la femme mariée, PUF, collection Quadrige, Paris (1re éd. 1987)
- Gilbert de Terssac, Vers une sociologie des activités professionnelles. Communication aux Journées de sociologie du travail, Paris
- Eric Widmer, Jean Kellerhals, René Levy, Couples contemporains: cohésion, régulation et conflit, Zurich, Seismo

### Articles
- Luc Boltanski, « La natura dei feti », in Agalma - Rivista di studi culturali e di estetica, n. 4
- Aurélie Jeantet, « "À votre service" La relation de service comme rapport social », Sociologie du Travail, volume 45, n° 2, pp. 191-209
- Demazière D., Mercier D., « La tournée des facteurs ? Normes gestionnaires, régulations collectives et stratégies d’activité », Sociologie du Travail, volume 45, n° 2, pp. 237-258
- Corine Eyraud, « Pour une approche sociologique de la comptabilité. Réflexion à partir de la réforme comptable chinoise », Sociologie du Travail, volume 45, n° 4, pp. 491-508
- Cyprien Avenel, « La relation aux aides sociales "du point de vue" des familles bénéficiaires », Revue des politiques sociales et familiales, n° 72, pp. 37-52
- Cahiers internationaux de sociologie : volume 114 — Faut-il une sociologie du risque ?
- Cahiers internationaux de sociologie : volume 115 — Jeunesse construite, jeunesse déconstruite
- « Política, modernización y desarrollo: una revisión de la recepción de Talcott Parsons en la obra de Gino Germani », Estudios Sociológicos de El Colegio de México, vol. XXI, nº 63, setiembre/diciembre

## Congrès
- XXIVe congrès de l'Association latino-américaine de sociologie à Arequipa au Pérou.
- 23-26 septembre : 6e congrès de l'Association européenne de sociologie à Murcie en Espagne.

## Récompenses
- Prix du Centro de Investigaciones Sociológicas : Salustiano del Campo
- Prix du Centre de coordination pour la Recherche et l'Enseignement en Informatique et Société : Laetitia Schweitzer
- « Fellow » de la Fondation Pierre Elliott Trudeau : Danielle Juteau

## Autres
- J.-P. Roos (université d'Helsinki , Finlande) devient président de l'Association européenne de sociologie.